# Louis-Luc Maisto
Louis-Luc Maisto (Toulon, 1 de marzo de 1959) es un expiloto de motociclismo francés, que estuvo compitiendo en el Campeonato del Mundo de Motociclismo entre 1983 y 1987.

## Resultados en el Campeonato del Mundo
Sistema de puntuación desde 1969 hasta 1987:
| Posición | 1.º | 2.º | 3.º | 4.º | 5.º | 6.º | 7.º | 8.º | 9.º | 10.º |
| Puntos   | 15  | 12  | 10  | 8   | 6   | 5   | 4   | 3   | 2   | 1    |

### Carreras por año
(Carreras en negrita indica pole position, carreras en cursiva indica vuelta rápida)
| Año  | Cat.  | Moto   | 1     | 2      | 3       | 4      | 5       | 6       | 7      | 8       | 9       | 10     | 11      | 12    | 13    | 14    | 15    | Pts. | Pos. |
| ---- | ----- | ------ | ----- | ------ | ------- | ------ | ------- | ------- | ------ | ------- | ------- | ------ | ------- | ----- | ----- | ----- | ----- | ---- | ---- |
| 1983 | 500cc | Suzuki | RSA - | FRA 15 | NAT -   | GER -  | ESP -   | AUT -   | YUG -  | NED -   | BEL -   | GBR -  | SWE -   | RSM - |       |       |       | 0    | -    |
| 1984 | 500cc | Honda  | RSA - | NAT -  | ESP 18  | AUT 22 | GER Ret | FRA 15  | YUG 16 | NED -   | BEL Ret | GBR -  | SWE Ret | RSM - |       |       |       | 0    | -    |
| 1985 | 500cc | Honda  | RSA - | ESP 14 | GER -   | NAT -  | AUT -   | YUG Ret | NED -  | BEL -   | FRA Ret | GBR -  | SWE -   | RSM - |       |       |       | 0    | -    |
| 1986 | 500cc | Honda  | ESP - | NAC -  | ALE -   | AUT -  | YUG -   | NED -   | BEL -  | FRA Ret | GBR -   | SWE -  | RSM -   |       |       |       |       | 0    | -    |
| 1987 | 500cc | Honda  | JAP - | ESP 20 | ALE DNQ | NAC -  | AUT -   | YUG Ret | NED -  | FRA 22  | GBR 21  | SUE 19 | CHE -   | RSM - | POR - | BRA - | ARG - | 0    | -    |
| 1988 | 250cc | Honda  | JAP - | USA -  | ESP -   | EXP -  | NAT -   | GER -   | AUT -  | NED -   | BEL -   | YUG -  | FRA DNQ | GBR - | SWE - | CZE - | BRA - | 0    | -    |